# Karl-Heinz Vosgerau
Karl-Heinz Vosgerau (ur. 16 sierpnia 1927 w Kilonii, zm. 4 stycznia 2021) – niemiecki aktor filmowy i telewizyjny.

## Kariera
Uczęszczał do szkoły teatralnej w Kilonii, a także brał prywatne lekcje aktorstwa pod kierunkiem Bernharda Minetti. W 1948 roku zadebiutował w roli Jowisza w komedii Moliera Amfitrion w Lüneburgu. Występował na scenach w Kilonii, Lubece, Lüneburgu, Brunszwiku, Düsseldorfie, Wuppertalu, a także w Deutsches Schauspielhaus w Hamburgu, Berlinie i Bochum.

## Wybrana filmografia

### Filmy fabularne
- 1973: Świat na drucie (World on a Wire, TV) jako Herbert Siskins
- 1975: Utracona cześć Katarzyny Blum jako Alois Sträubleder
- 1980: Pigmalion (Pygmalion, TV) jako prof. Henry Higgins
- 1986: Die Schokoladenschnüffler jako

### Seriale TV
- 1972: Osiem godzin nie stanowi dnia (Acht Stunden sind kein Tag)
- 1978: Tatort jako prawnik Roland Zanck
- 1980: Derrick jako Alf Hauff
- 1984: Patrik Pacard jako Harvey
- 1986: Derrick jako Bertram Tass / Mischa Kranz
- 1987: Klinika w Schwarzwaldzie (Die Schwarzwaldklinik) jako prof. Breeken
- 1987-90: Dziedzictwo Guldenburgów (Das Erbe der Guldenburgs) jako Martin Graf von Guldenburg
- 1990: Derrick jako Kastrup
- 1990: Hotel Paradies jako dr Andreas Helm
- 1994: Derrick jako Albert Weiss
- 1994: Matchball jako Dave Buclecamp
- 1994: Rosamunde Pilcher jako Roddy Dunbeath
- 1995: Doktor z alpejskiej wioski (Der Bergdoktor) jako Richard Weinkopf
- 2002: Rosamunde Pilcher jako Lord Charles Branton